# Rock tapatío
El rock tapatío, es decir, el rock originario de Guadalajara, Jalisco es una vertiente de lo que se conoce como rock mexicano. De esta ciudad de Guadalajara han emergido diversos grupos destacados de este género y donde el rock mexicano tuvo desde sus inicios una escena importante. En la actualidad las bandas tapatías de rock comerciales han ido escaseando de manera trascendente; sin embargo, la escena de rock experimental y subterránea de esta ciudad se encuentra entre las más ricas de habla hispanas.

## Antecedentes
El inicio del rock en Guadalajara se remonta a inicios de la década de los 1960 cuando el rock de intérpretes norteamericanos se traducía al español interpretado por cantantes y grupos lanzados en aquella época.
Guadalajara se mantenía influida musicalmente por la capital del país la cual tenía mayor fuerza en medios de comunicación y difusión en esas décadas. Fue a mediados de los años 1960 cuando la ciudad de Guadalajara se encontraba influida en gran parte por el movimiento de rock europeo, el movimiento juvenil de posguerra estadounidense y el fuerte movimiento de contracultura de los años 1960 que comenzara a crecer en el aspecto musical del género rock que años más tarde la identificaría como uno de los principales focos del movimiento rock y subcultura hippie en el país.

### Precursores
A partir de dicha década el movimiento de rock comienza a esparcirse por la ciudad y una vez que este movimiento ha cobrado fuerza los proyectos de músicos, cantantes y grupos de rock tapatíos comienzan a destacar no solamente en la ciudad de Guadalajara sino en el país entero cuando la Ciudad de México torna interés hacia el fuerte movimiento que existía en ese entonces fuera de la capital.
A finales de los cincuenta y principios de los sesenta, empezaron a surgir varios grupos que aunque por razones de recursos, tecnologías, etcétera, no fueron muy conocidos en toda la ciudad, pero indudablemente, se les debe reconocer como precursores del rock jalisciense.
XHG Canal 4 de Televisa, fue una de las empresas que propició que se dieran a conocer grupos que iniciaban a descollar y apoyó a muchos de ellos en los programas Muévanse Todos, que se transmitía en vivo todos los sábados por la tarde y el programa Marcando el Paso, que se transmitía entre semana por la noche; cómo olvidar al señor Nacho García, quien fungía como director artístico de dichos programas, La Orquesta de Enrique Reyes, el Ballet Galeana, al conductor Sierra, a Sergio Núñez Falcón y los grupos Los Jets, Los Yaqui, Los Fugitivos, Los Blue Jeans, Los Blue Boys, Los Gibson Boys, Los Bucaneros (H2O), Los Soñadores, Los Leroys, Los 4 Brillantes, Los Monstruos, etcétera.
Se abrieron lugares de trabajo tales como centros nocturnos y casinos, en los cuales los grupos lograron dar rienda suelta a su calidad y amor por la música.
Claro que emergieron grupos que gracias a la estrategia, relaciones, uso de los recursos tecnológicos y por consiguiente mucha calidad, destacaron inicialmente en la ciudad y posteriormente a nivel nacional e internacional.
El legendario grupo The Spiders, el cual se dio a conocer a finales de la década de los 60, es una de las primeras agrupaciones de rock tapatío que alcanzaría a ser escuchada a nivel internacional en esa época, al llevar al rock tapatío a ser reconocido en lugares como Inglaterra, Francia y Estados Unidos. Existen otros grupos cuya aparición en la escena en la década de los sesenta fue de igual manera importante y dieron lustre al rock tapatío a nivel nacional o internacional tales como: 39.4, Los Monstruos, Los Soñadores, Los Yoguis, Los Leroys, Blues Punto 4.
Carlos Santana, quien se convirtió en un icono del rock latino en esa década, permitió que la música en el occidente de México cobrara la importancia y atención internacional que años después reflejaría.
En la década de los 70 destacaron Toncho Pilatos, La Fachada de Piedra, Frankenstein y Los Fugitivos, los cuales obtuvieron un lugar importante en la escena del rock nacional, y La Revolución de Emiliano Zapata quienes su apoyo publicitario tanto en México como el extranjero lo debieron al músico Bob Dylan, quien en una visita a la ciudad se interesó por el concepto musical de la banda, posteriormente esto les permitiría sobresalir en el extranjero.
Para finales de 1970 y principios de los 80 existieron algunos grupos que cantaron canciones propias en español, para salir de la tradición de los llamados grupos de rock nacional en distintas zonas de las colonias populares en las tardeadas, Grupo Mexicano, Grupo Hongo, Grupo Rocafé entre otros, generaciones que consumían y generaban el movimiento de rock de esa década comenzaban a madurar y a buscar identificarse con nuevos géneros musicales que surgían a principios de 1980. Junto con ellos las nuevas generaciones comenzaban a formar los nuevos movimientos de la esa década, y el género rock comenzó a evolucionar, a transformarse y a desaparecer conforme la tecnología de la nueva década era utilizada para la creación de las nuevas formas de rock, y los nuevos géneros de rock mundiales invadieran simultáneamente Guadalajara.
A principios de los 80, la incursión de Sombrero Verde, quienes más tarde se harían llamar Maná, en los medios masivos marca el inicio de una nueva era para los músicos oriundos de Guadalajara. Más tarde en esa década aparecen otros grupos con propuestas muy interesantes como Rostros Ocultos, No-No, Cráter, Blush, Azul Violeta y Primer Nivel. Por su parte, gente como José Fors o los integrantes de El Personal comienzan a dejar su marca para la posteridad en la escena alternativa tapatía.
En 1985 se forma Megaton, grupo de heavy metal aún vigente muy conocido y por esa época se forman Medusa y Fongus, grupo legendario que comienza a cantar en español

### La década de 1990
El decenio de 1990 resultó crucial para el rock tapatío, el cual atravesaría por varios fenómenos. Surgieron importantes proyectos y nuevas formas musicales como el new metal, ska, reggae, punk, punk rock, hardcore, rock alternativo, grunge, trip hop, etcétera, que cobraron una importancia considerable en la ciudad y marcaron nuevos movimientos y subculturas, algunas de ellas incluso sobreviviendo hasta días actuales. En los años 90 también se pueden ver nombres de grupos tapatíos sobresalir en la escena del rock nacional e internacional: Santa Sabina (liderada por la tapatía Rita Guerrero), La Dosis, Eraneo, Cuca, No Más, etcétera, que además encontraron en antiguas bodegas y viejos teatros como el Roxy, el lugar perfecto para tocar y establecer su propuesta musical. También otras bandas como Malaria formaron parte de la escena del rock de principios de los 90s dando conciertos más íntimos en lugares pequeños como la extinta Peña Cuicacalli y preparatorias estudiantiles. Su importante movimiento de rock desde principios de los 60 permitió que a Guadalajara se le conociera como "la Capital del Rock" durante algún tiempo. Para comprender el proceso de cambio que va de los años ochenta a los noventa, es muy importante señalar la existencia del movimiento de barrios organizado desde la revista Que Role!, dirigida por Ricardo Sotelo. A mediados de los ochenta ocurre un proceso de cambio cultural en el cual se intentó con mucho tino, el rescate de la "cultura de la banda". Así nació el BUSH (Bandas Unidas del Sector Hidalgo), las BUO (Bandas Unidas de Oblatos), Meduza y otras ofertas culturales que se extendieron por los cuatro sectores de la ciudad de Guadalajara. El Foro Jim Morrison ubicado a espaldas de la Facultad de Filosofía y Letras de la Universidad de Guadalajara, fue el centro de convivencia de cientos de jóvenes, que sin sentirlo, fueron colocando las piezas clave de todo un proceso de transformación desde la cultura de los jóvenes de los barrios. Así se hizo más que visible la cultura de los cholos, de los raperos, aparecen los primeros punks en la ciudad, ligados también al movimiento del BUSH. En medio de esta auténtica revolución cultural en la ciudad, llegan las primeras bandas de punk y hardcore: SS-20, Desorden Público y Masacre 68. Las presentaciones serían tanto en el Foro Morrison como en el Colectivo Pentauro, auspiciado por la gente de fanzines subterráneos como Que Role!, Gastando Suelas, La Neta o Rollos de la Calle.

### La metamorfosis y la evolución del rock tapatío
Para finales de la década de 1990 la ciudad atravesó por la metamorfosis que le quitaría el puesto como la mayor cuna de rock de calidad en el país después de la Ciudad de México, pero gracias a la cual ganaría terreno en otros ámbitos musicales como el electrónico. Dicha transición cambió el curso de la música en esta ciudad donde pocos fueron los grupos de rock que subsistieron a la catarsis que concebía la conversión del rock por la música electrónica, llevando a los músicos tapatíos a experimentar con las nuevas tendencias y corrientes que el mercado local exigía. Grupos importantes como La Siguiente Página, La Dosis y Eraneo dejaron atrás los instrumentos de rock para experimentar con sintetizadores, software y cajas de ritmo. De la misma forma grupos que comenzaban a surgir desde el subterráneo tapatío sufrieron la metamorfosis en la que la evolución musical en el occidente del país marcaría toda una década, aunque para muchos dicho parteaguas significaría el final de sus carreras como músicos y para muchos otros marcó el principio y al mismo tiempo la evolución de la escena musical en Guadalajara. De igual manera las estaciones de rock locales comenzaban a difundir las propuestas mundiales de la música electrónica y a apoyar el movimiento, las fiestas rave que desde finales de 1980 se organizaban clandestinamente se convirtieron rápido en un culto fuertemente apoyado por revistas, periódicos, estaciones radiodifusoras, etcétera, y a captar la atención de grupos conservadores en la ciudad que llegaron a satanizar el movimiento electrónico atribuyéndole uso de drogas, libertinaje sexual y denigración del futuro de la juventud local.
La influencia de este género europeo se encontró con toda la idiosincrasia de una ciudad influida previamente por Europa, de esta forma este movimiento encajó de manera perfecta en las nuevas generaciones, las generaciones pasadas que crecieron en medio de la música de los 80, incluso, proyectaron un fuerte interés hacia el movimiento y no les fue difícil adoptar la música electrónica gracias a la influencia de la música de los 80, de esta forma el movimiento fue apoyado y se convirtió muy pronto en lo que es hoy en día.
Para la entrada del nuevo milenio el rock tapatío habría prácticamente desaparecido de la escena nacional, prevaleciendo únicamente agrupaciones cuyo reconocimiento internacional era esencial para sobrevivir la llamada "crisis del rock tapatío". Esto le otorgó a otras ciudades en el país la oportunidad de sobresalir en el rock nacional. Mientras en Guadalajara crecía la escena electrónica los circuitos de eventos internacionales de electrónica comenzaban a contemplar a esta ciudad, la llegada de DJs de talla mundial, eventos electrónicos y fiestas rave cambiaron el panorama de la ciudad, convirtiéndolo en uno donde el rock tenía pocas posibilidades de subsistir frente a la electrónica.
En la actualidad, se han abierto paso grandes proyectos con la oportunidad de la internet, los blogs y otras formas de comunicación que las bandas han encontrado como punto de partida para muchos de sus logros. A nivel local, los grupos electrónicos que resaltan son Belanova (banda de Richie Arreola, ex La Dosis), Dedupléx (Emely Lotfe y Omar Guerra), Octopus, Expresso! (hoy LOV, banda de Rubén Oroz exguitarrista de NOX (Servando Yáñez, ahora baterista de Playa Limbo, y Carlos Lay del proyecto C-LAY) y Ángel Hernández, un músico militante y nombre nuevo dentro de la escena), Dramadama (Banda de Karen, exitosa cantante ganadora de premios en Europa) y otros.

### Capital Electrónica de México
Para principios del año 2002 intensos operativos ordenados por el entonces gobernador de Jalisco Francisco Ramírez Acuña irrumpieron en un festival electrónico con más de 8,500 personas, donde un grupo del Ejército mexicano ocasionó tratos crueles, inhumanos y degradantes a 1500 jóvenes, al tiempo que realizaron detenciones arbitrarias, pretextando la venta de droga, francachelería y orgías clandestinas. Estos hechos que recibieron miles de denuncias ante la Comisión Nacional de los Derechos Humanos Jalisco aunados a fuertes operativos ordenados por este mismo gobernador quien pretendía frenar el movimiento de música electrónica en Guadalajara, culminaron en una fusión donde los organismos e instituciones culturales en la ciudad jugaron un papel importante en la coalición del movimiento de música electrónica, cultura y juventud tapatía. En la actualidad la música electrónica en esta ciudad es vista desde una perspectiva cultural y de manera icónica por la juventud de esta ciudad, al mismo tiempo el Ayuntamiento de Guadalajara a través de la Secretaría de Cultura, la Universidad de Guadalajara, y múltiples instituciones más son unos de los principales promotores del movimiento electrónico local, así como también quienes más apoyan los eventos, la difusión electrónica cultural y los intercambios culturales internacionales de música electrónica.
De esta forma gobierno y juventud conviven políticamente pretendiendo integrar a la juventud tapatía en el apoyo cultural y el desarrollo social. Poco tiempo después a principios de 2004 la revista internacional más importante en la escena electrónica, Dj Mag, reconocería dicha integración, así como la importante representación de México a través de Guadalajara como nueva cuna de propuestas electrónicas importantes nombrando a esta ciudad "Capital Electrónica de México".

## El resurgimiento de la escena rock en Guadalajara
La fuerte transición musical por la que atravesó la ciudad, llegó a reacomodarse por fin a finales de la misma década, a principios del milenio Guadalajara tomó un nuevo aire en terrenos de conceptos musicales, donde surgieron unas de las bandas independientes más importantes del subterráneo mexicano, el choque cultural de la electrónica y el rock se vieron forzados a mezclar su idiosincrasia y a convivir para formar nuevos géneros.
Algunas bandas muy marcadas de deathcore, metalcore, (crossover del death metal melódico y el posthardcore), mientras que por el contrario, bandas de Acid Cabaret, que continuamente hacen proyectos alternativos con más músicos de electrónica.
Mientras que alterno a esto, también se ve mucho aún la escena entre rastas, indies, hipsters, y fanes de esos géneros aunque no necesariamente se consideren parte de ellos.
Sumado a esto, mucha gente que se considera de sonidos del hardcore punk y happy punk que gusta de practicar skate.
Aunque pocas son las bandas y personas de la escena del Rock Urbano, ya que este último esta más relacionado y tiene más fuerza en lugares de la Ciudad de México y Estado de México.
En la actualidad esta ciudad mexicana junto con la Ciudad de México, es la que más produce rock experimental en el país.

## El "Rock Tapatío" del 2000 al 2020
Después de las transformaciones que la música tapatía sufrió durante décadas; el flujo de información y distribución de música también comenzó a sufrir cambios importantes con el auge de Internet.
Blogs, revistas en línea, reporteros locales y nacionales comenzaron a involucrarse con mayor presencia en un movimiento musical que empezó a oscilar entre una siempre activa escena underground y los grandes festivales musicales que se notaron con más presencia.
A su vez, los artistas y bandas independientes empezaron a educarse más sobre la calidad de su música (y todos los procesos que esta lleva de por medio), el marketing de sus propuestas y la distribución (favorecida por los distintos servicios de Internet).
Guadalajara empezó así a generar propuestas de calidad musical y de propuesta sonora de la talla o del estilo de bandas y artistas de otras ciudades, incluso de otros países; abarcando al rock, el rock electrónico, el rock progresivo, el synth-pop, el Indie Rock, el Post-Rock, entre otros subgéneros del rock.
Algunos de los artistas partícipes de esta movida fueron: The Polar Dream, Bar Robot, Maena, Virrey, Technicolor Fabrics, Lejana, Marlento, Duque, Le Butcherettes, Playa Limbo, Belanova, Parazit,DonSr, entre muchos otros.

## La escena a través de la historia
La escena del rock tapatío ha tenido bandas influyentes en el rock nacional, más allá de los grupos conocidos Toncho Pilatos y la Revolución de Emiliano Zapata, hasta sombrero verde (antecedente de Maná), Kenny y los Eléctricos, Los Clips (antecedente de Rostros Ocultos), Mask (proyecto de José Fors y Arturo Ybarra), Cuca, El Personal, la Dosis, La Siguiente Página y Azul Violeta. La historia del rock tapatío tiene una escena rica en calidad y variedad. Desde los albores del rock and roll en México, también emergieron Los Spiders, La Fachada de Piedra, Toncho Pilatos, La Sole, Bandido, 39.4, entre otras.
En los 80s, Megatón salió a relucir con su álbum debut, considerado como uno de los mejores del metal mexicano, pero no fueron los únicos en ser reconocidos, la escena tapatía también entregó obras de gran calidad con Fongus (metal), Extinción Cerebral (precursores del death grind metal), quienes dieron a conocer su género musical a finales de la década de los 80s, influenciando a nivel nacional e internacional a bandas nuevas seguidoras de su género, Mask (The Fox) y Hardware, estos últimos con un cyber death metal adelantado a su época. Otros exponentes en su momento Cristal y Acero, Drakkar, Draksen, Blacksmith, Encounter, Cruz de Hierro.
En lo que respecta al metal gótico han surgido grupos como: Melancholy y más recientemente Dramatvm, Midnag, Beu Ribe, Obire Mortem, Non Mortis y El Cuervo de Poe (este último con resonancia en todo el país)
fue entonces que Lolis de La Torre una Mujer Con visión musical quien da la entrada a los escenarios de las Fiestas de Octubre de Guadalajara a través de concursos de selección que se realizaban en El Status agrupaciones de Rock de las cuales algunas prevalecen y de otras se desprendieron músicos que figuran en la escena musical tapatía y nacional entre ellos las agrupaciones de Los Sobrinos de Thomas, La Última Página,los contras dirigidos por Aldo Muñoz quien por cierto actualmente es uno de los productores más influyentes del estado de Jalisco,Sedición comandada por el excelente guitarrista Jhair, El Obniblues Comandado por Enrique Garcia, Mama Maria comandado por Mike Morfin que actualmente se desorrolla con mucho éxito en la escena del Regional Mexicano como integrante y productor musical de ese género, La Cuerda Floja, Estigma Dirigido por Federico Paz Entre otras agrupaciones
En los sonidos guitarreros del rock tapatío se pueden nombrar a: Cuca, Forseps, Nata, Plastiko, Anagrama, Le Bucherettes, Disidente, Alkol, Clondementto, Pressive, Voltio, Crudamata, Garigoles, Machingon, Lesbian Bitches From Mars, Canivales, Stamina. Pero también pueden encontrarse variedad en: Gerardo Enciso, Jaramar, Arca, Hemisferios, Katarsis, Thermo, Momo, Descartes a Kant, Eva Lumbre, Pito Pérez, Radaid, Mono Zen, La Yaga, la Celestina, Evamalva, The Pepes, Las Horas Muertas, Verde Amarelho, Christian Enciso, Calleros, Punto Crítico, Los Gusanos, Los Occisos, Ficción.
La escena oscura de la ciudad ha estado envuelta en las últimas décadas por: Meduza (con el dark metal de la obra Fausto original de Joel González y Jesús Arias), Gladiadora Clan (pioneros), Aves a Veces, Restos, Isengard, Godless Procession, Illusions, Miusea, La Sangre de Alicia, Septimvs, entre otros.
El lado pesado del rock ha sido cimbrado por: Sargatanas, Sarcoma, Hardware, Tenebrarum, Nocturnal Aar, Féretro, Decapitado, Extinción Cerebral, Rain Shatter, Mechanical Corvus, Shadow Willber, Guadaña Isobel, Generador, Mortífera, Maniaca, Ignis Atrum. El conocido como metal prehispánico se ha dado a conocer con: Cemican, ek.
Para el año de 1987 el punk en el país estuvo en su mero auge. A.D.I. y Sedición de Guadalajara. Las bandas de punk y de anarcopunk (como ya muchos comenzaron a denominarse) comenzaron a surgir, entre las más destacadas: Atheos, Tried, Fallas del Sistema. Además de estas, también se cuenta con No Más, Inadaptados, Yo Monstruo, Días de Radio, Doscientos8 (208), Reo 88, Lado izquierdo, Cuchillo, Puerco. Asimismo, dentro de la escena post-punk/hardcore la ya legendaria banda DESARMADOR la única banda tapatía firmada por un sello europeo en los 90s y de gran influencia en la escena nacional mexicana y nu metal se puede escuchar, Skorcho, Thell Barrio, Zona 13, REVERSA MAZORCA.
En cuanto a la difusión, al principio de la década de los 90s el programa televisivo 87.8 Videoclips, del desaparecido Canal 6, promovió la escena. Posteriormente en el canal del estado (C7) el programa La Máquina siguió con la difusión, continuada tiempo después por el programa Modular. En cuanto a la radio, Radio UdeG durante años ha sido pieza fundamental al promover la escena local, sobre todo con el programa El Despeñadero; la desaparecida Sonido 103 (102.7 F.M.), Sol Radiante, y la estación RMX también han dado cabida al rock tapatío. Sin embargo, el panorama de difusión se centra en los medios de comunicación subterráneos ya sea por medio de fanzines: Cheerz (de finales de los 80s), La canica de barro (posteriormente conocida como "La canica" y promotora de los premios "La canica music awards"), revólver, racca, la vaca loca (lvl), entre otras. Muchos demos, fanzines, información de próximos conciertos y demás se podían obtener en las tiendas "Rock en Español", "Quinto Poder", "Capital Rock" e "Imagen Pública", entre otras. Con la explosión del internet, páginas como frántica y mimamamemima fueron pioneras en la promoción del movimiento; ahora una infinidad de programas de radio, foros y páginas con información de grupos y conciertos han incrementado la difusión de la escena tapatía.
No hay que olvidar que a principios del nuevo siglo hubo un intento por agrupar a muchas de las bandas, sin importar género en un conglomerado o colectivo llamado "Frecuencia Tequila". El cual trató de hacer que el Rock Tapatío tomara fuerza a nivel nacional sumando esfuerzos de todos los grupos que conformaron el colectivo. Las juntas se realizaban en el Bebotero Manuel Acuña. Algunas de las bandas que estuvieron involucradas en este intento por lograr un bien común por el Rock Tapatío fueron: Plastiko, Pito Pérez, Belanova, Voltio, Disidente, Fósforo Club, Enter, Becker, Plan Fuga, Rancho Kukamonga, Grand Mama, Fonos, Thente, Simbióticos, Nox, Modish, entre otros.
Cuando se trata de foros, cabe resaltar el Roxy, cuna de infinidad de bandas (ya desaparecido) y el mítico SUBTERRANEO (el CBGB tapatio) que mantuvo su autenticidad lejos del rock mainstream nacional y dio cobijo a la escena subterránea y pieza clave de la generación noventera. En la escena actual se tiene: el Teatro Estudio Cavaret, el Teatro Diana, el Barraamericano, Boston's, La Zona, La Mancha, La Kalaka, Organic Discoteque, y los foros a mayor escala: el Foro Alterno, Calle 2, el Auditorio Telmex, la Arena VFG y el Auditorio Benito Juárez. A lo largo de los años también han estado La Concha Acústica, Las Biaz, el Tianguis Cultural, Fbolko y Larva. Cabe recordar los desaparecidos: el Bar Revolución, La Mutualista, Bebotero, Hard Rock Live, Les Fleurs du Mort, Stone Club, Opio Club, Bar Fly, Estadio Tecnológico de la UdeG, y Barracuda, entre otros. Guadalajara y sus alrededores han sido la cuna de varios festivales: Mortalfest, Expo Tattoo, Expo Rock, Hell and Heaven Metal Fest, Revolution Fest, Rock por La Vida, Reventour Estrella, Festival de la Música (realizado en Avenida Chapultepec), Festival RMX y Festival Extremo, por mencionar algunos.